# Museu Carnegie de História Natural

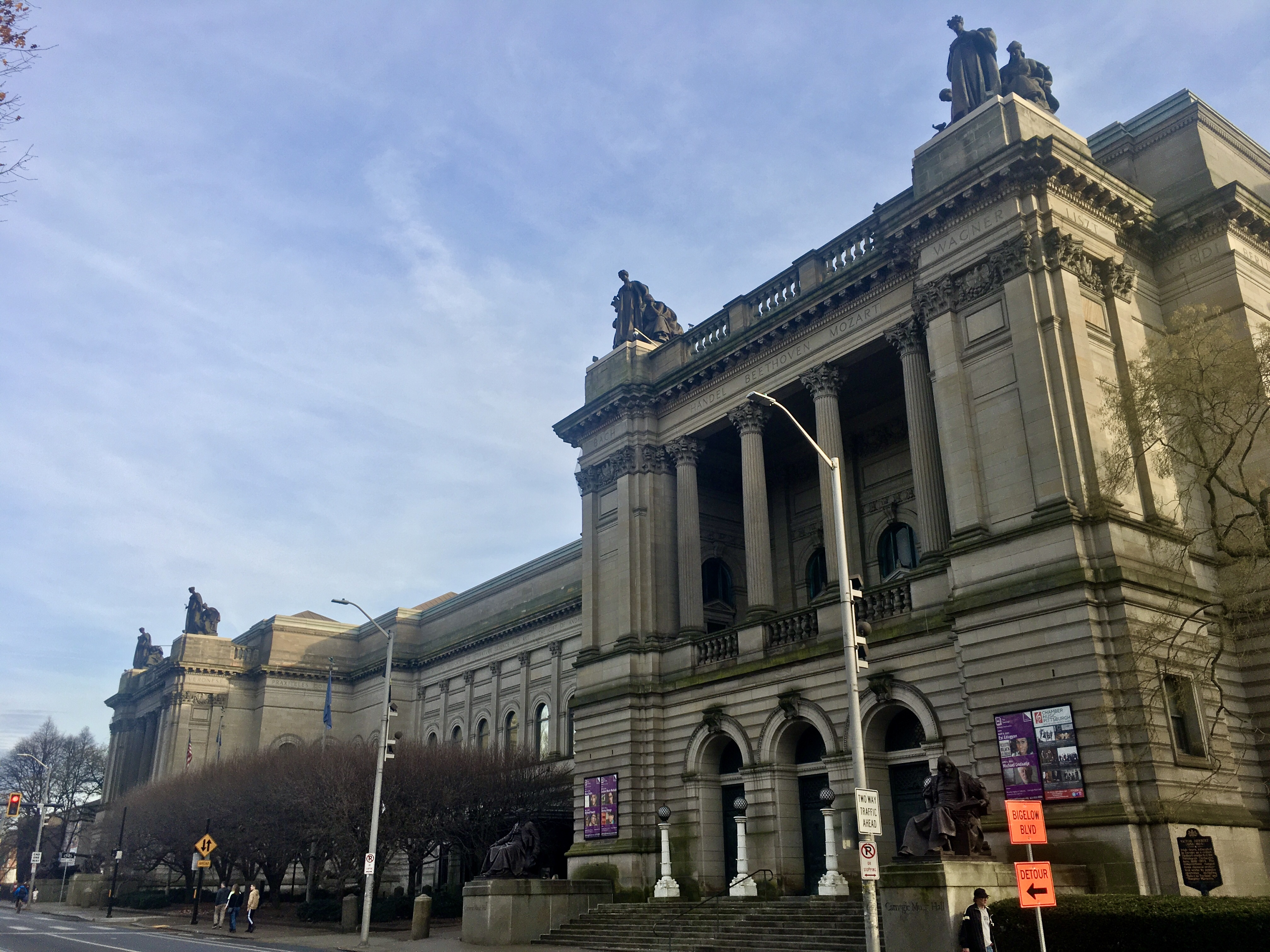
Um dos quatro Museus Carnegie de Pittsburgh

O Museu Carnegie de História Natural (abreviado como CMNH), localizado na 4400 Forbes Avenue, no bairro de Oakland, em Pittsburgh, Pensilvânia, EUA, foi fundado pelo industrial Andrew Carnegie, com sede em Pittsburgh, em 1896. Ele mantém uma reputação internacional de pesquisa e está classificado entre os os cinco principais museus de história natural dos Estados Unidos.

## Descrição e história
O museu consiste em 115.000 pés quadrados (10.700 m2) organizados em 20 galerias, além de espaço para pesquisas, bibliotecas e escritórios. Possui cerca de 22 milhões de espécimes, dos quais cerca de 10.000 estão em exibição a qualquer momento e cerca de 1 milhão são catalogados em bancos de dados online. Em 2008, recebeu 386.300 admissões e 63.000 visitas de grupos escolares. A equipe de educação do museu também se envolve ativamente em atividades de divulgação, viajando para escolas em todo o oeste da Pensilvânia.
O museu ganhou destaque em 1899, quando seus cientistas descobriram os fósseis do Diplodocus carnegii. Hoje, sua coleção de dinossauros inclui a maior coleção do mundo de dinossauros jurássicos e sua exposição Dinossauros em seu tempo oferece a terceira maior coleção de dinossauros montados e exibidos nos Estados Unidos (atrás do Museu Nacional de História Natural do Smithsonian e do Museu Americano de História Natural). Espécimes notáveis incluem um dos únicos fósseis do mundo de um Apatosaurus juvenil, o primeiro espécime do mundo de um Tyrannosaurus rex, e uma espécie recentemente identificada de oviraptorossauro chamado Anzu wyliei.
Equipes de pesquisa, incluindo ex-cientistas da Carnegie, fizeram descobertas críticas como Puijila darwini, Castorocauda lutrasimilis e Hadrocodium wui.
Outras exposições importantes incluem o Hall of MinHillmanerals and Gems, o Alcoa Foundation Hall of Indian of American, Polar World: Wyckoff Hall of Arctic Life, Walton Hall of Ancient Egypt, Benedton Hall of Geology, Dinosaurs in Their Time e Powdermill Nature Reserve, criada por o museu em 1956 para servir como estação de campo para estudos de longo prazo de populações naturais.
Os departamentos curatoriais ativos do museu são: Antropologia, Aves, Botânica, Herpetologia (Anfíbios e Répteis), Paleontologia de Invertebrados, Zoologia de Invertebrados, Mamíferos, Minerais, Moluscos (Malacologia) e Paleontologia de Vertebrados. Esses departamentos trabalham em colaboração sob centros estratégicos criados para reorganizar como o museu utiliza suas pesquisas, exposições e programação pública para enfrentar os desafios e as questões de hoje. No final de 2013, no entanto, a organização dos pais e a administração interina do museu eliminaram várias posições científicas, afetando seriamente sua capacidade de realizar pesquisas originais. O museu está aberto todos os dias das 10:00 a.m. às 5:00 p.m. exceto terça-feira.

## Publicações científicas
O Museu Carnegie de História Natural publica periódicos e livros acadêmicos, incluindo o Annals of Carnegie Museum, que oferece artigos revisados por pares em biologia orgânica, ciências da terra e antropologia; Boletim do Museu de História Natural Carnegie, oferecendo monografias ou coleções de trabalhos relacionados de simpósios; e Publicações Especiais do Carnegie Museum, documentando tópicos ou áreas especiais de pesquisa.